# 나의 친구, 그의 아내
"나의 친구, 그의 아내"는 2008년에 개봉한 대한민국의 영화이다.

## 캐스팅
- 장현성 : 예준 역
- 박희순 : 재문 역
- 홍소희 : 지숙 역
- 조용준 : 동주 역
- 남윤영 : 은하 역
- 유대현 : 민혁 역
- 이윤호 : 민혁 역
- 서효정 : 민혁 역
- 신윤서 : 민혁 역
- 한규희 : 회장 역
- 우기홍 : 딜러A 역
- 이수현 : 딜러B 역
- 주희 : 엄마 역
- 이지수 : 딸 역
- 김태훈 : 사내 역
- 우상전 : 청소부 역
- 오창경 : 이웃남 역
- 김경호 : 백수 역
- 표철환 : 인부 역
- 마붑 알엄 : 외국인인부 역
- 정성훈 : 미용사 역
- 황현주 : 미용사 역
- 김경진 : 미용사 역
- 황선화 : 미용사 역
- 남묘정 : 미용사 역
- 장유 : 동료A 역
- 배정민 : 동료B 역
- 양재봉 : 의사 역
- 채연정 : 빼빼간호사 역
- 김영신 : 뚱뚱간호사 역
- 조용상 : 직원A 역
- 홍달표 : 직원B 역
- 김경희 : 슈퍼아줌마 역
- 이동찬 : 사업가A 역
- 정동섭 : 사업가B 역
- 김용범 : 신부 역
- 김종환 : 일행남 역
- 박제욱 : 검사 역
- Lowrence DUNAN D : 공중전화 박스 여인 역
- Famille Tangwy : 유람선 손님 역
- Famillle Diara : 유람선 손님 역
- Famille Metrot : 유람선 손님 역
- Famille Ra : 유람선 손님 역
- 박정민 : 유람선 손님 역
- 황미나 : 유람선 손님 역
- 이선주 : 유람선 손님 역
- 최경호 : 유람선 손님 역
- 성지연 : 유람선 손님 역
- 조성하 : 부장 역 (우정출연)
- 장 세바스띠앙 : 외국인딜러 역 (우정출연)